# Indian Trail
Indian Trail ist eine Town im Union County des US-Bundesstaates North Carolina. Das U.S. Census Bureau ermittelte bei der Volkszählung 2020 eine Einwohnerzahl von 39.997.
Indian Trail ist Teil der Metropolregion Charlotte.

## Geschichte
Die Stadt wurde am 12. März 1861 gegründet und blickt auf eine Geschichte von Händlern zurück, die entlang des „Indian Trail“ reisten, der von Petersburg, Virginia, zu den Waxhaw-Indianern und den Goldminengebieten führte. Indian Trail war zunächst eine Farmersiedlung; aufgrund der geografischen Lage zogen jedoch auch deutsche und schottisch-irische sowie irische Siedler in die Gegend. Im Jahr 1874 wurde die Seaboard Coast Line Railroad zwischen den Städten Charlotte, North Carolina und Monroe, North Carolina gebaut. Die Eisenbahnlinie, die durch die Stadt führt, brachte der Gegend Wohlstand. Indian Trail wurde 1907 als Town gegründet, wobei die Stadtgrenzen in einem Radius von einer halben Meile von der Kreuzung der Indian Trail Road und der Seaboard Railroad festgelegt wurden. Indian Trail ist im 21. Jahrhundert dank der Nähe zu der wirtschaftlich dynamischen Stadt Charlotte schnell gewachsen. Die Zahl der Einwohner von Indian Trail stieg von 1.942 im Jahr 1990 auf 33.518 im Jahr 2010.

## Demografie
Nach der Schätzung von 2019 leben in Indian Trail 40.252 Menschen. Die Bevölkerung teilte sich im selben Jahr auf in 83,7 % Weiße, 9,0 % Afroamerikaner, 0,3 % amerikanische Ureinwohner, 2,1 % Asiaten und 3,1 % mit zwei oder mehr Ethnizitäten. Hispanics oder Latinos aller Ethnien machten 11,3 % der Bevölkerung aus. Das mittlere Haushaltseinkommen lag bei 83.905 US-Dollar und die Armutsquote bei 8,6 %.